# Lithosia hunanica
Lithosia hunanica là một loài bướm đêm thuộc phân họ Arctiinae, họ Erebidae.